# اتفاقية جنيف للتسجيلات الصوتية
اتفاقية جنيف للتسجيلات الصوتية هي اتفاقية تهدف لحماية منتجي التسجيلات الصوتية من النسخ غير المسموح به للتسجيلات الصوتية، هي اتفاقية دولية اعتُمدت عام 1971 تتعلق بحماية حقوق التأليف والنشر للتسجيلات الصوتية.

## السياق القانوني
بحلول منتصف الخمسينيات من القرن الماضي، منحت اتفاقية برن لحماية المصنفات الأدبية والفنية واتفاقية بوينس آيرس والاتفاقية العالمية لحق المؤلف حقوقًا قوية لمبدعي المحتوى المطبوع أو الفني - وكذلك المؤلفين الموسيقيين وفناني الأداء - في معظم دول العالم الأول. يمكن لناشر الكتاب مقاضاة صانع نسخ غير مصرح بها حتى لو كان يعمل في بلد مختلف. لكن لم تكن هناك حماية مكافئة للتسجيلات الصوتية.
منحت اتفاقية روما لعام ١٩٦١ لأول مرة اعترافًا دوليًا بحق المؤلف في التسجيلات الصوتية. الآن تم التعرف على تسميات الموسيقى على أن لها حقوق طبع ونشر في التسجيل نفسه، بشكل منفصل عن الملحن والمؤدي. وقد منحهم ذلك الحق في مقاضاة صانعي النسخ غير المصرح بها من شرائطهم أو سجلاتهم في بلدان أخرى.

## السياق التكنولوجي
في منتصف الستينات، بدأت العلامات الموسيقية في إنتاج أشرطة كاسيت مدمجة مسجلة مسبقًا، وهي تقنية تم تطويرها في أواخر الخمسينيات من القرن الماضي، والتي قدمت تسجيلات مضغوطة نسبيًا وتخزينًا فعالًا للمساحة مقارنة بتسجيلات فينيل. كان أيضًا أرخص وأبسط بكثير لعمل نسخ غير مصرح بها مقارنة بتسجيلات فينيل. بحلول أواخر الستينات أصبح انتهاك حقوق التأليف و النشر و تزييف هذه التسجيلات أمرًا شائعًا، وقامت صناعة الموسيقى بالضغط من أجل إبرام إتفاقية دولية جديدة من شأنها أن تمنحها سلطات إضافية لمكافحة انتهاك حقوق التأليف والنشر.

## اتفاقية عام 1971
منحت اتفاقية عام 1971 منتجي الاسطوانات الحق الدولي في منع استيراد التسجيلات الموسيقية المزيفة، و اتخاذ اجراءات ضد الموزعين و تجار التجزئة الذين يبيعونها.

## متطلبات محددة للحماية
خلافًا لاتفاقية برن، التي لا تتطلب إجراءات شكلية للحصول على الحماية، فإن اتفاقية جنيف للتسجيلات الصوتية توفر إجراء شكليًا واحدًا. و لضمان الحماية بموجب هذه الاتفاقية يجب أن تحمل نسخ التسجيل الصوتي إشعارًا بحقوق الطبع والنشر ، واحدًا حصريًا للتسجيلات الصوتية. يتكون الإشعار من رمز حقوق التأليف و النشر الصوتي، “℗” و هو حرف الحالة الكبير “P” في دائرة، سنة النشر، و اسم مالك حقوق التأليف و النشر. و بهذه الطريقة، فإن اتفاقية جنيف للتسجيلات الصوتية مماثلة لمتطلبات الإشعار الوارد في الاتفاقية العالمية لحق المؤلف.

## روابط خارجية
- Convention for the Protection of Producers of Phonograms Against Unauthorized Duplication of Their Phonograms (بالإنجليزية) in the ويبو لكس database — official website of المنظمة العالمية للملكية الفكرية.
  - The full text of the Convention for the Protection of Producers of Phonograms Against Unauthorized Duplication of Their Phonograms
  - Ratifications